# Tom Creek (Kenny Creek)
Der Tom Creek ist ein Bach in der Stikine Region, im Nordwesten der kanadischen Provinz British Columbia. Er fließt nach Norden und mündet zwischen dem Humphrey Lake und Tom Lake in den Kenny Creek. Der Tom Creek entwässert die Nordhänge des Mount Tom und besitzt ein Wassereinzugsgebiet von rund 42,8 km².
Der Bach entwässert ein Gebiet mit Gesteinen, die dem karbonischen bis jurassischen Cache-Creek-Komplex zugeordnet werden. Diese Gesteine weisen zahlreiche Quarzadern auf, die bis zu einem Meter mächtig sind.
Tom Creek wurde 1869 von der Byrnes Party entdeckt. Gold wurde erstmals 1889 in diesem Bach entdeckt, 20 Jahre nachdem es am Vital Creek, 15 km nordöstlich, entdeckt worden war. Das Gold befand sich am Bach oberhalb der Mündung in den Kenny Creek, etwa 24 km nordöstlich von Takla Landing oder 155 km nordwestlich von Fort St. James.  
Am Tom Creek wurde das Gold über und unter Tage abgebaut. Bis 1940 wurde ein Dampfbagger eingesetzt, der nach Einstellung des Betriebes zurückgelassen wurde. Der Bach war mehr als hundert Jahre lang goldhaltig und es wurden 2402 Unzen Gold zwischen 1896 und 1945 gefördert.
Ein Dampfbagger der Marion Power Shovel Company, der seit Mitte der 1930er Jahre am Tom Creek eingesetzt wurde, kann in Fort St. James besichtigt werden.